# 太平洋空軍 (アメリカ空軍)
太平洋空軍（たいへいようくうぐん,Pacific Air Forces,PACAF（パキャフ））はアメリカ空軍の主要部隊の一つ。空軍を構成する主要軍団の一つとして構成され、作戦指揮系統としてはアメリカインド太平洋軍の指揮下にある。人員は約45,000名、司令部所在地ハワイ州パールハーバー・ヒッカム統合基地所在。太平洋・アジア地域のアメリカ空軍戦力を統括する組織であり、3個航空軍を主力としている。
司令官はケビン・B・シュナイダー空軍大将である。

## 概要
第二次世界大戦中の1944年にアメリカ陸軍航空軍の部隊統括用に設立された。極東空軍(Far East Air Forces 1941年設立のものと異なる)としてオーストラリア・ブリスベーンに設置されたものが前身である。3個航空軍を傘下に入れ、日本軍との戦闘を行なった。
第二次世界大戦終結後の1945年12月6日にアメリカ陸軍太平洋航空軍団(Pacific Air Command, United States Army)に改編され、5個航空軍を擁し、太平洋各地に展開した。1947年1月1日には極東空軍(Far East Air Forces)に戻されている。
現在の太平洋空軍(Pacific Air Forces)となったのは1957年7月1日のことである。その間、朝鮮戦争やベトナム戦争に投入され、冷戦においても前線部隊の展開が行なわれた。
1986年以降は統合軍であるアメリカ太平洋軍の作戦指揮を受けるようになっている。
2012年9月28日傘下の第13空軍の機能を統合した。第13空軍ケニー司令部が行っていた第7空軍を除く太平洋空軍すべての戦闘指揮などの機能や、主要な部隊は太平洋空軍に移管された。第13空軍第1分遣隊(Detachment 1, 13 AF 別名ケニー司令部ジャパン)の日本における調整などの機能は第5空軍が引き継いだ。

## 主要部隊
- 第5空軍(5th AF)：日本 横田基地。
  - 第18航空団(18th WG)（英語版）：日本 嘉手納飛行場
    - 第33救難飛行隊(33d RQS)（英語版） HH-60G
    - 第44戦闘飛行隊(44th FS)（英語版） F-15C/D
    - 第67戦闘飛行隊(67th FS)（英語版） F-15C/D
    - 第909空中給油飛行隊(909th ARS)（英語版） KC-135R
    - 第961空中航空管制飛行隊(961st AACS)（英語版） E-3B/C

  - 第35戦闘航空団(35th FW)（英語版）：日本 三沢飛行場
    - 第13戦闘飛行隊(13th FS)（英語版） F-16C/D-50
    - 第14戦闘飛行隊(14th FS) F-16C/D-50

  - 第374空輸航空団(374th AW)（英語版）：日本 横田飛行場
    - 第36空輸飛行隊(36th AS) C-130J-30
    - 第459空輸飛行隊(459th AS) C-12J,UH-1N
- 第7空軍(7th AF)：韓国 烏山空軍基地
  - 第8戦闘航空団(8th FW)（英語版）：韓国 群山空軍基地
    - 第35戦闘飛行隊(35th FS) F-16C/D-40
    - 第80戦闘飛行隊(80th FS) F-16C/D-40

  - 第51戦闘航空団(51st FW)（英語版）：韓国 烏山空軍基地
    - 第25戦闘飛行隊(25th FS) A-10C
    - 第36戦闘飛行隊(36th FS) F-16C/D-40
      - 第55空輸小隊(55th ALF) C-12J
- 第11空軍：アラスカ州 エルメンドルフ-リチャードソン統合基地
  - 第3航空団(3d WG)（英語版）：アラスカ州 エルメンドルフ-リチャードソン統合基地
    - 第90戦闘飛行隊(90th FS) F-22A
    - 第517空輸飛行隊(517th AS) C-17A
    - 第525戦闘飛行隊(525th FS) F-22A
    - 第537空輸飛行隊(537th AS) (C-130H)人員のみ。機材は州兵と共用
    - 第962航空管制飛行隊(962d AACS) E-3B/C

  - 第354戦闘航空団(354th FW)（英語版）：アラスカ州 アイルソン空軍基地
    - 第18アグレッサー飛行隊(18th AGRS) F-16C/D-30
    - 第353戦闘訓練中隊(353d CTS) (機材無し。演習支援飛行隊)
    - 第355戦闘飛行隊(355th FS) F-35A
    - 第356戦闘飛行隊(355th FS) F-35A

  - 第673航空団(673d ABW)（英語版）：アラスカ州 エルメンドルフ-リチャードソン統合基地
- 直属部隊（旧第13空軍）
  - 第15航空団(15th WG)（英語版）：ハワイ州パールハーバー・ヒッカム統合基地
    - 第19戦闘飛行隊(19th FS) (F-22A)人員のみ。機材は州兵と共用
    - 第65空輸飛行隊(65th AS) C-37A,C-40B
    - 第96空中給油飛行隊(96th ARS) (KC-135R)人員のみ。機材は州兵と共用
    - 第535空輸飛行隊(535th AS) C-17A

  - 第36航空団(36th WG)（英語版）：グアム アンダーセン空軍基地